# Bo Kimble
Gregory Kevin Kimble, detto Bo (Filadelfia, 9 aprile 1966), è un ex cestista statunitense, professionista nella NBA e in Francia.

## Carriera
È stato selezionato dai Los Angeles Clippers al primo giro del Draft NBA 1990 (8ª scelta assoluta).

## Statistiche

### College
| Anno      | Squadra         | PG  | PT | MP   | TC%  | 3P%  | TL%  | RP  | AP  | PRP | SP  | PP   |
| --------- | --------------- | --- | -- | ---- | ---- | ---- | ---- | --- | --- | --- | --- | ---- |
| 1985-1986 | USC Trojans     | 28  | 18 | 24,8 | 46,5 | -    | 77,1 | 3,6 | 2,1 | 0,6 | 0,4 | 12,1 |
| 1987-1988 | Loyola M. Lions | 26  | 17 | 26,3 | 43,9 | 37,9 | 78,6 | 3,1 | 1,0 | 1,9 | 0,2 | 22,2 |
| 1988-1989 | Loyola M. Lions | 18  | 10 | 23,4 | 45,9 | 35,1 | 75,6 | 4,2 | 1,4 | 1,9 | 0,2 | 16,8 |
| 1989-1990 | Loyola M. Lions | 32  | 32 | 32,9 | 52,9 | 46,0 | 86,2 | 7,7 | 1,9 | 2,9 | 0,7 | 35,3 |
| Carriera  | Carriera        | 104 | 77 | 27,4 | 48,4 | 40,7 | 82,2 | 4,9 | 1,7 | 1,8 | 0,4 | 22,6 |

### NBA

#### Regular Season
| Anno      | Squadra       | PG  | PT | MP   | TC%  | 3P%  | TL%  | RP  | AP  | PRP | SP  | PP  |
| --------- | ------------- | --- | -- | ---- | ---- | ---- | ---- | --- | --- | --- | --- | --- |
| 1990-1991 | L.A. Clippers | 62  | 22 | 19,6 | 38,0 | 29,2 | 77,3 | 1,9 | 1,2 | 0,5 | 0,1 | 6,9 |
| 1991-1992 | L.A. Clippers | 34  | 0  | 8,1  | 39,6 | 30,8 | 64,5 | 0,9 | 0,5 | 0,3 | 0,2 | 3,3 |
| 1992-1993 | N.Y. Knicks   | 9   | 0  | 6,1  | 42,4 | 25,0 | 37,5 | 1,2 | 0,6 | 0,1 | 0,0 | 3,7 |
| Carriera  | Carriera      | 105 | 22 | 12,7 | 38,6 | 29,1 | 72,8 | 1,5 | 0,9 | 0,4 | 0,1 | 5,5 |

#### Playoffs
| Anno     | Squadra       | PG | PT | MP  | TC% | 3P% | TL% | RP  | AP  | PRP | SP  | PP  |
| -------- | ------------- | -- | -- | --- | --- | --- | --- | --- | --- | --- | --- | --- |
| 1992     | L.A. Clippers | 3  | 0  | 1,7 | 0,0 | -   | -   | 0,0 | 0,3 | 0,0 | 0,0 | 0,0 |
| Carriera | Carriera      | 3  | 0  | 1,7 | 0,0 | -   | -   | 0,0 | 0,3 | 0,0 | 0,0 | 0,0 |

## Palmarès
- NCAA AP All-America Second Team (1990)